# Bill Colvin
William Colvin (* 3. Dezember 1934 in Toronto, Ontario; † 3. November 2010 in Huntsville, Ontario) war ein kanadischer Eishockeyspieler.  

## Karriere
Bill Colvin begann seine Karriere als Eishockeyspieler in der Saison 1951/52 in seiner Heimatstadt in der Juniorenmannschaft der Toronto St. Michaels Buzzers. Anschließend spielte er drei Jahre lang für die Juniorenmannschaft Toronto St. Michaels Majors. Im Sommer 1955 wurde er von der Amateurmannschaft Kitchener-Waterloo Dutchmen aus der Ontario Hockey Association verpflichtet. Mit der Mannschaft repräsentierte er Kanada bei den Olympischen Winterspielen 1956. Zur Saison 1956/57 wechselte er in das professionelle Eishockey und unterschrieb einen Vertrag bei den Toledo Mercurys aus der International Hockey League. Von 1957 bis 1959 verbrachte er je eine Spielzeit bei den Amateurmannschaften Kingston CKL's und Kingston Merchants in der Ontario Senior Hockey League. In der Saison 1960/61 lief der Kanadier nach einjähriger Pause vom Eishockey in drei Partien für die Kingston Frontenacs aus der Eastern Professional Hockey League auf. Zuletzt spielte er in der Saison 1961/62 für die Alouettes de Rouyn-Noranda in der Northern Ontario Hockey Association. Nach seiner Eishockeykarriere war Colvin als Anwalt tätig. 

### International
Für Kanada nahm Colvin an den Olympischen Winterspielen 1956 in Cortina d’Ampezzo teil, bei denen er mit seiner Mannschaft die Bronzemedaille gewann. 

## Erfolge und Auszeichnungen
- 1956 Bronzemedaille bei den Olympischen Winterspielen